# Oblinghem
Oblinghem là một xã trong tỉnh Pas-de-Calais, vùng Hauts-de-France, Pháp.
Oblignhem có cự ly khoảng2 dặm (3,2 km) về phía tây bắc Béthune và 24 dặm (38,6 km) về phía tây nam của Lille, trên đường D180.

## Dân số
| 1962                                                              | 1968 | 1975 | 1982 | 1990 | 1999 | 2006 |     |
| ----------------------------------------------------------------- | ---- | ---- | ---- | ---- | ---- | ---- | --- |
| 213                                                               | 232  | 230  | 221  | 223  | 225  | 236  | 220 |
| Số liệu điều tra dân số tính từ năm 1962, dân số chỉ tính một lần |      |      |      |      |      |      |     |